# 290 TCN
290 TCN là một năm trong lịch La Mã.